# Neugötzener Straße
De Neugötzener Straße of Neugötzner Straße (L304) is een 5,23 kilometer lange Landesstraße (lokale weg) in het district Innsbruck Land in de Oostenrijkse deelstaat Tirol. De weg begint in Götzens (868 m.ü.A.) waar de weg aansluit op de Götzner Straße (L12). Vandaar loopt de weg ten zuiden van Neu-Götzens langs richting Mutters.